# 조지아 국립은행
조지아 국립은행(조지아어: საქართველოს ეროვნული ბანკი, Sakartvelos Erovnuli Bank'i, 영어: National Bank of Georgia)는 조지아의 중앙은행이다. 중앙은행 지위는 조지아 헌법에 의해 정의된다. 조지아 헌법에 따르면, 국가 통제로부터 독립되어 있으며 가격 안정을 보장하는 임무를 맡고 있다. 국립은행의 최고기관은 7명의 위원으로 구성된 평의회이다. 협의회의 의장은 국립은행 총장이 된다. 협의회는 의장 외에 부의장 2명과 기타 위원으로 구성된다. NBG 위원회의 구성원은 조지아의 대통령의 지명에 따라 전체 구성원 수의 과반수로 조지아 의회에서 7년 임기로 선출된다.